# Web Map Tile Service
Een Web Map Tile Service (WMTS) is een standaardprotocol om vooraf gerenderde of run-time gemaakte gegeorefereerde kaarttiles te verdelen via het internet. De specificatie werd ontwikkeld en voor het eerst gepubliceerd door het Open Geospatial Consortium in 2010. WMTS mag door iedereen gebruikt worden, maar er rust wel een copyright op.

## Geschiedenis
Het Open Geospatial Consortium (OGC) houdt zich bezig met het ontwikkelen van standaarden voor web kaarten nadat er in 1997 een paper werd gepubliceerd door Allan Doyle, waarin een "WWW Mapping Framework" werd voorgesteld. De oudste en meest populaire standaard voor webkaarten is WMS. De eigenschappen van die standaard bleken moeilijk te implementeren in situaties waar snelle responstijden van belang zijn. Voor de meeste WMS service is het niet ongewoon om 1 of meerdere CPU-seconden nodig te hebben om reactie geven. Voor gigantische parallelle implementaties is zo een CPU-intensieve service niet praktisch. Om het CPU-intensieve ad-hoc renderprobleem te verhelpen, begonnen applicatieontwikkelaars vooraf gerenderde kaarttiles te gebruiken. Verschillende open en gesloten schema's werden ontwikkeld om deze kaarttiles te organiseren en aan te pakken. Een vroegere specificatie voor dit probleem is de Tile Map Service (TMS). Deze is eenvoudiger, maar minder uitgebreid dan WMTS. TMS werd ontwikkeld door leden van OSGeo en wordt niet ondersteund door een officiële standaardenorganisatie.

## Requests
WMTS specificeert een aantal request encodings:
KVPkey-value-pairs encoding
RESTRepresentational state transfer encoding
SOAPSimple Object Access Protocol encoding
De syntax voor de WMTS request types is verschillend voor elk van deze encodings. Een aantal request types zijn:
Capabilitiesgeeft informatie over de WMTS service parameters als resultaat
Tilegeeft een kaart tile (een afbeelding) als resultaat
FeatureInfogeeft (alfanumerieke) informatie voor een bepaalde locatie als resultaat
Legendgeeft een afbeelding van de legenda van de kaart als resultaat